# نیدردورلا
نیدردورلا (به آلمانی: Niederdorla) یک منطقهٔ مسکونی در آلمان است که در تورینگن واقع شده‌است. نیدردورلا ۱٬۳۵۲ نفر جمعیت دارد.